# Hannibal (New York)
Hannibal è un comune degli Stati Uniti d'America, situato nello stato di New York, nella contea di Oswego.